# Сансеверино, Теодино
Теодино Сансеверино (Teodino Sanseverino, O.S.B.Cas.) — граф Марси, католический церковный деятель XI века. Стал монахом в Риети, вступил в орден бенедиктинцев в Монтекассино. Стал кардиналом-дьяконом на консистории 1062 года, затем в 1073 году был переведен в церковь Санта-Мария-ин-Домника.